# Hans Majestäts rival
Hans Majestäts rival är en svensk film från 1943 i regi av Weyler Hildebrand.

## Handling
Lars reser hem från Italien, där han studerat konst och musik på stipendium från kungen, Gustav III. På hemvägen träffar han operasångerskan Antoinette, som blir så förtjust i honom att hon följer med till Sverige trots att hon tackat nej till en inbjudan från slottet. Lars trolovade Eva, som arbetar i sin mors syateljé, blir svartsjuk på Lars flitiga (men yrkesmässiga) umgänge med Antoinette. Efter en rad missförstånd och många musikinslag tar Eva mod till sig och vänder sig till kung Gustav III och ber honom hjälpa henne att få Lars åter. Hon hävdar att det är kungens fel att Lars lämnat henne, eftersom det är kungen som bringat Antoinette till Sverige. Kungen går välvilligt med på att hjälpa henne genom att göra Lars så svartsjuk att han skall återvända till Eva. Det går så till att kungen beter sig så som vore Eva hans älskarinna, vilket gör Eva och hennes syateljé synnerligen populär hos de högre stånden, men också, som avsett, Lars så svartsjuk att han dristar sig att klandra kungen. Denne låter emellertid nåd gå före rätt därigenom att han sänder in Lars i en angränsande kammare för att dömas av någon därinne. I kammaren väntar emellertid Eva, som tar Lars till nåder.

## Om filmen
Filmen spelades in den 9 juni - 11 augusti 1943 i Filmstaden, på Vasateatern, Drottningholmsteatern, restaurang Den gyldene freden och utanför Drottningholms slott. 
Den hade premiär 2 november 1943 på biograf China i Stockholm. Filmen är barntillåten och har visats på SVT.

## Rollista
- Gurli Lemon-Bernhard - Antoinette LaGrange, fransk sångerska
- Gösta Kjellertz - Lars Hjelm
- Inga Brink - Eva Hillgren, sömmerska, Lars käresta
- Torsten Winge - Gustav III
- Hilding Gavle - greve Fabian Hedencrona, svensk minister i Wien
- Åke Söderblom - Erik Hedberg, bildhuggare. Lars kamrat
- Thor Modéen - Johansson, grosshandlare
- Gösta Björling - Pireo, operasångare
- Anna-Lisa Baude - madam Hillgren, föreståndarinna för Hillgrens Modesalong
- Weyler Hildebrand - Johan Tobias Sergel
- Stina Sorbon - Nancy, grosshandlare Johanssons dotter, Eriks käresta
- Åke Claesson - Carl Michael Bellman
- Kotti Chave - greve von Essen
- Magnus Rudbeck - Armfelt
- Carl-Gunnar Wingård - Zanglmeyer, krogvärd på Die Goldene Gans
- Manne Grünberger - Badin, kungens svarta budbärare

### Ej krediterade
- Julie Bernby - flickan i fönstret
- Birger Sahlberg - falsk stadsvakt
- Nils Grevillius - kapellmästaren på Theater im Ballhausplatz
- Sture Höglund - perukmakaren
- Gunnel Broström - grevinna i syateljén
- Glann Gustafsson - baronessa i kungens väntrum
- Mary Hjelte - grevinna i syateljén
- Margareta Högfors - grevinna i syateljén
- David Erikson - friherre i syateljén
- Lars Lindberg - officer
- Richard Lund - hovman
- Curt Siwers - hovman
- Sven Ström - hovman
- Folke Walder - hovman i syateljén
- Lilly Kjellström - ragatan i fönstret
- Carl Ström - fångvaktaren
- Bertil Ehrenmark - stadsvakt
- Gudrun Folmer-Hansen - Antoinettes duenna
- Carl Cramér - kavaljer i greve Hedencronas teaterloge
- Lenn Hjortzberg - kavaljer i greve Hedencronas teaterloge
- Werner Johansson - kavaljer
- Siegfried Fischer - krögare på Den Gyldene Freden
- John Melin - Wienersångaren på Die Goldene Gans
- Albert Johansson - man i teaterloge på Theater im Ballhausplatz
- Ingemar Pallin - uppassare på maskeradbalen
- Gunnel Wadner - ung dam i kungens väntrum
- Inga Landgré - ung dam i kungens väntrum
- Julius Mengarelli - en dansande Pan i Drottningholmsparken
- Bengt Ekerot - ung man på Den Gyldene Freden
- Ulf Johanson - vakt hos kungen
- Hortensia Hedström - hovdam
- Uno Larsson - fånge
- Manetta Ryberg - hovdam
- Paul Hagman - gäst på Die Goldene Gans
- Hans Björnbo - hovman
- Otto Adelby - lakej
- Roland Lindsjöö - en ung man

### Troligen bortklippta i den slutliga filmen
- Nils Dahlgren - herre
- Sten Hedlund - herre
- Sten Larsson - man
- James Westheimer - herre
- Hanny Schedin - dam

### Övriga medverkande
- Operakören
- Operabaletten

## Musik i filmen
- Jag är en liten kvinna blott, musik Jules Sylvain, text Sven-Olof Sandberg, sång Gurli Lemon-Bernhard
- Operaparodi, musik Jules Sylvain, text Sven-Olof Sandberg, sång Gurli Lemon-Bernhard och Gösta Björling
- Ljuva dröm, musik Jules Sylvain, text Sven-Olof Sandberg, sång Gösta Björling och Gurli Lemon-Bernhard
- Wienerlied, musik Jules Sylvain, sång John Melin
- Det blommar så många vårar, musik Jules Sylvain, text Nils Thorén, sång Gösta Kjellertz
- Syflickorna, musik Jules Sylvain, text Karl-Ewert Christenson, sång Inga Brink
- Det bor tusende ömma små löften, musik Jules Sylvain, text Sven-Olof Sandberg, sång Gösta Kjellertz, Inga Brink
- Stilla stunder, musik Jules Sylvain, text Sven-Olof Sandberg, sång Gösta Kjellertz, Inga Brink
- Viskar inte vårens vind, musik Jules Sylvain, text Sven-Olof Sandberg, sång Gösta Kjellertz, Inga Brink, Åke Söderblom, Stina Sorbon
- Det är för dej, musik Jules Sylvain, text Sven-Olof Sandberg, sång Gurli Lemon-Bernhard, Gösta Kjellertz
- Kärlek är en gåva, musik Jules Sylvain, text Karl-Ewert Christenson, sång Gurli Lemon-Bernhard